# یواس‌اس برانزویک (ای‌تی‌اس-۳)
یواس‌اس برانزویک (ای‌تی‌اس-۳) (به انگلیسی: USS Brunswick (ATS-3)) یک کشتی بود که طول آن ۲۸۳ فوت (۸۶ متر) بود. این کشتی در سال ۱۹۶۹ ساخته شد.